# Gabrielle Lange
Gabrielle Victoire Poing dite Gabrielle Lange, née le 24 mars 1861 dans le 11e arrondissement de Paris et morte le 15 mars 1914 dans le 10e arrondissement, est une chanteuse et une actrice française de cinéma de la période du muet.

## Théâtre
- 1887 : Les P'tits Lapins, opérette en 1 acte de Julien Sermet et Ernest Lévy, musique d'Albert Petit, au Concert de l'Horloge (18 juin)
- 1891 : Le Diner de Madelon, ou le Bourgeois du Marais, comédie-vaudeville en 1 acte de Désaugiers, aux Folies Bergère (avril) : la soubrette
- 1891 : Coco-Bel-Œil, ou les Français à Milan, opérette militaire en 1 acte de Louis Péricaud et Lucien Delormel, musique de Lucien Collin, aux Folies Bergère (2 mai) : Margarita
- 1891 : Monsieur Nounou, comédie-vaudeville en 1 acte de Georges Feydeau et Maurice Desvallières, à l'Eldorado (1er septembre)
- 1892 : Rouen s'amuse, revue locale en 2 actes de Joseph Lenègre et Étienne Rey, aux Folies Bergère de Rouen (janvier-avril)
- 1894 : Paris-Trianon, revue en 2 actes et 3 tableaux d'Adrien Vély et Alévy, au Trianon-Concert (31 juillet)
- 1894 : Retour au pays, pantomime de Jean d'Arc, musique d'Édouard Deransart, au théâtre des Ambassadeurs (22 aout)
- 1894 : Les Hussards bleus, opérette-vaudeville en 2 actes et 3 tableaux d'Ernest Depré, musique de Charles Thony, au Trianon-Concert (7 novembre): la Fatma
- 1894 ; La Petite Gismonda, parodie en 1 acte d'Adrien Vély et Alévy, au Trianon-Concert (décembre) : Bishménéné
- 1894 : La Perruche de ma femme, vaudeville-opérette en 1 acte de Fernand Perrault et Victor Maty, au Trianon-Concert (8 décembre)
- 1895 : Paris-Montmartre, revue en 2 actes et 6 tableaux d'Adrien Vély et Alévy, musique de Charles Thony, au Trianon-Concert (8 juin)
- 1895 : Le Gazier, comédie en 1 acte de Raoul Toché, à la Gaîté-Rochechouart (septembre)
- 1895 : Les Jocrisses du divorce, comédie-vaudeville en 3 actes d'Ambroise Janvier et Marcel Ballot, au théâtre des Menus Plaisirs (31 octobre) : Mme Thibault-Lathuile
- 1897 : Si qu'on irait ?, revue en 2 actes et 6 tableaux de Paul Gavault et Victor de Cottens, musique d'Édouard Deransart, à la Gaîté-Rochechouart (6 janvier)[3]
- 1898 : Les Pensionnaires au Vésuve, opéra-bouffe de Jules Ulrich, musique de Francis Darfons[4], à la Gaîté-Montparnasse (13 mars)
- 1899 : A la Cigale, général ! A la Cigale !, revue en 2 actes et 4 tableaux de P.-L. Flers, musique de Paul Monteux-Brisac, à la Cigale (27 juillet)
- 1900 : La D'moiselle de chez Maxim, folie-parodie en 1 acte et 3 tableaux de Gardel-Hervé d'après  la pièce de Georges Feydeau (28 mai)
- 1902 : Claudine en vadrouille, pièce en 4 tableaux de Trébla et Saint-Cyr, musique de Laurent Halet, à Parisiana (mai)
- 1903 : Cabriole, fantaisie-opérette en 2 actes et 6 tableaux de P.-L. Flers et Alévy, musique de Laurent Halet, à Parisiana (14 janvier)
- 1903 : L'Oncle Célestin, opérette-bouffe en 3 actes de Maurice Ordonneau et Henri Kéroul, musique d'Edmond Audran, à Parisiana (21 mai)
- 1907 : Les Colles de la femme, fantaisie-vaudeville en 3 actes et 5 tableaux d'Eugène Joullot, musique de Colo-Bonnet[5], à Parisiana (12 avril) : la cochère
- 1907 : La Plage d'Amour, fantaisie-vaudeville en 2 actes d'Eugène Joullot et Raphaël Adam, musique de Colo-Bonnet, à Parisiana (24 août)
- 1907 : Bidouille, vaudeville militaire en 2 tableaux de Géo Charley et Félix Celval[6], à l'Eldorado (24 septembre)
- 1907 : Y a des Fez, revue en 2 actes et 8 tableaux de Fabrice Lémon et Georges Arnould, à l'Eldorado (décembre)
- 1908 : L'Amour, Mesdames !, fantaisie en 2 tableaux d'Aristide Bruant et Eugène Joullot, à l'Eldorado (29 janvier)
- 1908 : Le petit babouin, pièce en 1 acte d'Antoine Michot, à l'Eldorado (février)
- 1908 : Cinq minutes d'amour, fantaisie-opérette de Charles Esquier, musique d'Henri Christiné, à la Scala (28 février)[7]
- 1908 : V'là du renouveau, revue de printemps de Paul Ardot[8] et Albert Laroche, musique de Raphaël Beretta[9], à la Scala (17 avril) : la conférencière[10]
- 1908 : La Pension Michonnet, opérette à grand spectacle en 2 actes et 4 tableaux de Fernand Beissier, musique de François Perpignan, à l'Eldorado (11 mai)
- 1908 : Le Voyage en Chine, opéra-comique en 3 actes d'Eugène Labiche et Alfred Delacour, musique de François Bazin, au théâtre des Variétés (juillet) : Mme Pompéry
- 1908 : As-tu vu mon nu ?, revue en 3 tableaux de Max Viterbo et Jules Moy, au théâtre des Ambassadeurs (1er août) : la Femme / Madame[11]
- 1908 : Chanteclairette, opérette en 2 actes et 6 tableaux de Jean Roby et Édouard-Paul Lafargue, musique de Willy Redstone[12], à la Scala (9 septembre)[13]
- 1908 : Partie fine, comédie de Maurice de Féraudy, à la Scala (octobre)
- 1908 : Avec un peu d'sauce, revue en 2 actes et 10 tableaux de Fabrice Lémon et Jacques Bousquet, à l'Eldorado (10 novembre)
- 1908 : La Môme Flora, opérette en 2 actes de Maurice Ordonneau et André Pradels, musique de Frédéric Toulmouche, à la Scala (26 décembre)
- 1909 : Javel-les-Eaux, vaudeville-opérette en 1 acte et 2 tableaux d'Alfred Vercourt[14] et Jean Béver[15], musique de Géo Clarett[16], à l'Eldorado (mars) : Mme Daudoit
- 1909 : La Revue de l'Eldo, revue en 10 tableaux de Paul Ardot et Albert Laroche, à l'Eldorado (12 avril)
- 1909 : Qué qu' tu m' lègues ?, revue en 2 actes et 18 tableaux de Fabrice Lémon[17] et G. Barnol, musique de François Jacotot, à l'Eldorado (octobre) : Mme Azeff[18]
- 1909 : Poléon, fantaisie historique en 2 actes et 3 tableaux d'Alfred Vercourt et Jean Béver, musique de Géo Clarett, à l'Eldorado (3 décembre) : la reine d'Espagne
- 1910 : Ohé ! Caroline !, revue en 2 actes et 8 tableaux de Géo Charley et Félix Celval, musique de Jacotot, à l'Eldorado (2 février)
- 1910 : Moumoutte, vaudeville en 2 actes d'Henri Kéroul et Albert Barré, à l'Eldorado (septembre)
- 1910 : R'mettez-nous ça !, revue en 2 actes et 12 tableaux de Léon Abric et Georges Arnould, musique de Léon Dequin[19], à l'Eldorado (novembre) : Marianne / la cheffe d'orchestre des Gardes républicains[20]
- 1911 : Le Mystérieux Jimmy, pièce policière en 3 actes et 4 tableaux d'Yves Mirande et Henri Géroule, adaptation française de la pièce américaine Jimmy Valentine de Paul Armstrong, au théâtre de la Renaissance (27 juin) : la tante
- 1911 : Réformé, pièce militaire en 3 tableaux d'Alfred Vercourt et Jean Béver, à l'Eldorado (octobre) : tante Floche
- 1912 : Mes bottes, vaudeville militaire en 2 actes d'Alfred Vercourt et Jean Béver, à l'Eldorado (14 septembre)
- 1913 : Florimond, sketch en 1 acte de Gus Bofa et André Mycho, à l'Eldorado (22 mars)[21]

## Filmographie partielle
- 1908 : Une bonne soupe de Maurice de Féraudy
- 1909 : Le Mannequin de Camille de Morlhon
- 1909 : Aloÿse et le ménestrel de Charles Torquet
- 1909 : Un cambrioleur ingénieux d'un réalisateur non identifié
- 1909 : Une bonne prévoyante d'un réalisateur non identifié
- 1909 : J'épouserai ma cousine d'un réalisateur non identifié
- 1909 : Au premier, à gauche d'Ernest-Maurice Laumann[22],[23]
- 1909 : Le mariage de la cuisinière d'un réalisateur non identifié
- 1909 : Rigadin va dans le grand monde de Georges Monca
- 1910 : Max fait du ski de Lucien Nonguet & Louis J. Gasnier
- 1910 : Max manque un riche mariage de Lucien Nonguet
- 1910 : Rigadin rapin de Georges Monca
- 1910 : Fâcheuse Méprise d'Albert Capellani
- 1910 : La Faute du notaire de Georges Denola
- 1910 : Rigadin n'est pas sage de Georges Monca
- 1910 : Rigadin cherche un engagement (ou L'Engagement de Rigadin) de Georges Monca
- 1910 : Max ne se mariera pas de Lucien Nonguet
- 1910 : Mannequin par amour de Georges Monca : Mme Pingouin[24]
- 1910 : Le Gendre ingénieux d'Henri Desfontaines
- 1910 : La Victime de Sophie (ou Victime de l'amour) d'Albert Capellani
- 1910 : Le Système du docteur Tranchelard  de Georges Monca
- 1910 : Athalie d'Albert Capellani
- 1910 : Rigadin est fier d'être témoin (ou Rigadin témoin) de Georges Monca
- 1910 : Max a le feu sacré (ou Le feu sacré) de Lucien Nonguet
- 1910 : Rigadin tzigane de Georges Monca
- 1910 : Le Bon Roi Dagobert de Georges Monca
- 1910 : Le Clown et le Pacha neurasthénique (Le Pacha neurasthénique) de Georges Monca
- 1910 : L'Évadé des Tuileries (ou Une Journée de la Révolution) d'Albert Capellani
- 1910 : Lâché par sa femme (ou Monsieur et Madame boudent ou encore Rigadin lâché par sa femme) de Georges Monca
- 1910 : Le Premier Duel de Rigadin de Georges Monca
- 1910 : Les Timidités de Rigadin de Georges Monca
- 1910 : La Vengeance de la morte (ou Le Portrait) d'Albert Capellani
- 1910 : Max et sa belle-mère de Lucien Nonguet & Max Linder
- 1910 : Votre femme vous trompe (ou Rigadin, votre femme vous trompe) de Georges Monca
- 1911 : Le Roman d’une pauvre fille : la faute de Gérard Bourgeois

Film en 5 parties
- - 1 : Chez les parents de Louise
  - 2 : La rencontre de l’ainé
  - 3 : À l’atelier
  - 4 : L’enlèvement en automobile
  - 5 : Lettre d’adieu
- 1911 : Le Roman d’une pauvre fille : l’inconduite de Gérard Bourgeois

Film en 7 parties
- - 1 : La vie dorée
  - 2 : Au music-hall
  - 3 : Chez Maxim’s
  - 4 : Abandonnée
  - 5 : La ruine
  - 6 : La mort de la mère
  - 7 : Chassée !
- 1911 : Le Roman d’une pauvre fille : la déchéance de Gérard Bourgeois

Film en 8 parties
- - 1 : Une mauvaise rencontre
  - 2 : Les faux monnayeurs
  - 3 : Le flair de Nick Winter
  - 4 : L’attaque nocturne
  - 5 : L’affaire de la banque Hertzein
  - 6 : La nuit sinsitre
  - 7 : Dans les égouts
  - 8 : La revanche de Nick Winter
- 1911 : Le Roman d’une pauvre fille : rédemption de Gérard Bourgeois

Film en 10 parties
- - 1 : Les Champs-Elysées
  - 2 : Lingère
  - 3 : La brasserie
  - 4 : Bonne d’hôtel
  - 5 : Accusée de vol
  - 6 : La fuite
  - 7 : Tentative de suicide
  - 8 : Sauvée
  - 9 : Le pardon
  - 10 : Le retour au devoir
- 1911 : Victimes de l'alcoolisme (ou Les Victimes de l'alcool) de Gérard Bourgeois
- 1911 : Rigadin se marie de Georges Monca
- 1911 : Cœur de bohémienne de Gérard Bourgeois
- 1911 : Max veut faire du théâtre de René Leprince et Max Linder
- 1911 : Rigadin se trompe de fiancée de Georges Monca
- 1911 : Max victime du quinquina de Max Linder
- 1911 : L'Ombrelle de Georges Monca
- 1911 : Le Prix de vertu d'Albert Capellani
- 1911 : Rigadin ne sortira pas (ou Rigadin ne peut pas sortir) de Georges Monca
- 1911 : Rigadin n'aime pas le vendredi 13  (ou Rigadin n'a pas de chance) de Georges Monca
- 1911 : Rigadin fait de la contrebande de Georges Monca
- 1911 : Un glorieux sauvetage de Georges Monca
- 1911 : Rigadin est un voleur de Georges Monca
- 1911 : Le Mariage aux épingles de Georges Monca
- 1911 : La Suggestion du baiser (ou L'Envie d’embrasser) de Georges Monca
- 1911 : Rigadin est hypnotisé de Georges Monca
- 1911 : La Ruse de Miss Plumcake (ou À qui l’héritière ?) de Georges Denola
- 1911 : Rigadin pharmacien de Georges Monca
- 1911 : Les Terreurs de Rigadin de Georges Monca
- 1911 : Un monsieur qui a un tic d'Albert Capellani
- 1911 : Moderne Galathée de Georges Denola
- 1911 : Little Moritz chasse les grands fauves d'Alfred Machin
- 1911 : La Femme-cochère d'Henri Desfontaines
- 1911 : Max amoureux de la teinturière de Max Linder
- 1912 : Sa majesté Grippemiche de Georges Denola
- 1912 : La Fille des chiffonniers de Georges Monca[25]
- 1912 : À bas les hommes de Maurice Le Forestier
- 1912 : Max peintre par amour  (ou Peintre par amour) de Max Linder
- 1912 : Le Succès de la prestidigitation (ou Max escamoteur) de Max Linder
- 1912 : Max cocher de fiacre de Max Linder
- 1912 : Rigadin nègre malgré lui (ou Le Nègre blanc) de Georges Monca
- 1912 : Les Surprises du divorce de Georges Monca : Mme Bonnivard[26]
- 1912 : Rigadin peintre cubiste de Georges Monca
- 1912 : La Garçonnière de Rigadin de Georges Monca
- 1912 : La Petite Fonctionnaire de Georges Denola
- 1912 : Le Contrôleur des wagons-lits de Charles Prince[27]
- 1912 : Rigadin et la Poudre d'amour de Georges Monca
- 1912 : Monsieur le Directeur de Charles Prince
- 1912 : Les Conquêtes de Rigadin de Georges Monca
- 1912 : Rigadin domestique (ou Rigadin fait du chantage) de Georges Monca
- 1912 : Le Cauchemar de Rigadin de Georges Monca
- 1912 : Les Cendres de Rigadin de Georges Monca
- 1912 : Cœur de femme de René Leprince & Ferdinand Zecca
- 1913 : Rigadin trahi par un baiser de Georges Monca
- 1913 : Rigadin cherche une place de Georges Monca
- 1913 : Rigadin marchand de marrons de Georges Monca
- 1913 : Trois femmes pour un mari de Charles Prince
- 1913 : La Natte de Rigadin de Georges Monca
- 1913 : Le Bon Juge de Georges Monca & Charles Prince
- 1913 : Rigadin au téléphone de Georges Monca
- 1913 : Le Roi Koko de Charles Prince
- 1913 : Max virtuose de Max Linder
- 1913 : Le Fils à papa de Charles Prince[28]
- 1913 : Rigadin reçoit deux jeunes mariés de Georges Monca
- 1913 : Le Coup de fouet de Charles Prince
- 1913 : Ferdinand le noceur de Charles Prince
- 1913 : Rigadin, dégustateur en vins de Georges Monca
- 1913 : Rigadin et Falempin de Georges Monca
- 1913 : Rigadin fait un riche mariage de Georges Monca
- 1913 : Rigadin dompte sa belle-mère de Georges Monca
- 1913 : Rigadin est mal conseillé de Georges Monca
- 1913 : Sur le balcon de Rigadin de Georges Monca
- 1913 : Un complot contre Rigadin de Georges Monca
- 1914 : Max au couvent de Max Linder
- 1914 : Bébé de Charles Prince
- 1914 : Max pédicure de Max Linder
- 1914 : Rigadin professeur de danse de Georges Monca

## Récompenses et distinctions
- Officier d'académie (arrêté ministériel du 28 mai 1911)[29].